# Алту-Эштанкейру — Жардия
Алту-Эштанкейру — Жардия (порт. Alto Estanqueiro - Jardia) — район (фрегезия) в Португалии, входит в округ Сетубал. Является составной частью муниципалитета Монтижу. Находится в составе крупной городской агломерации Большой Лиссабон. По старому административному делению входил в провинцию Эштремадура. Входит в экономико-статистический субрегион Полуостров Сетубал, который входит в Лиссабонский регион. Население составляет 2722 человека на 2001 год. Занимает площадь 11,16 км².